# Huseník lysý
Huseník lysý (Arabis glabra), často uváděný jako Turritis glabra, je hojně rozšířená planě rostoucí štíhlá bylina.

## Rozšíření
Výskyt v Evropě je ohraničen na západě středním Španělskem a Anglii, na severu střední Skandinávii, na jihu střední Itálii a na východě jižním Balkánem. Oblast jeho výskytu dále postupuje v mírném podnebném pásu po jižním a východním pobřeží Středozemního moře přes Kavkaz, Střední Asii až do východních oblastí Asie. V Severní Americe se vyskytuje téměř v celých Spojených státech severoamerických a na jihovýchodě Kanady. Zavlečen byl i do jihovýchodní Austrálie.
V České republice roste po celém území s výjimkou nejvyšších poloh. Má nejraději nezamokřené, vysychavé a na živiny bohaté půdy. Lze ho nalézt na okrajích lesů nebo lesních pasekách, na stráních porostlých řídkými křovinami a okrajích lesních cest nebo lemuje břehy regulovaných malých vodních toků. Vyskytuje se v zásaditých i mírně kyselých půdách, nesnáší zastíněná stanoviště.

## Popis
Je to 50 až 110 cm vysoká rostlina s tuhou, přímou a nevětvenou lodyhou. Je ojíněná, ve spodní části chlupatá, světle zelená, na plném slunci jsou listy zespod fialově zbarvené. Přízemní listovou růžici vytvářejí listy kracovité nebo hluboce zubaté, jsou dlouhé do 10 cm a široké až 3,5 cm, shora jsou mírně chlupaté; růžice bývá v době kvetení již uschlá. Střídavě vyrůstající lodyžní listy jsou podlouhlé až kopinaté, odstálé, celokrajné a lysé, na konci jsou zaoblené nebo špičaté, při bázi střelovitě objímavé. Některé spodní listy mohou být i zubaté a lehce peřenoklané. Je to rostlina dvouletá, i když vyklíčí na jaře, kvete až druhým rokem.
Květenství vyrůstající na vrcholu lodyh jsou hroznovitá, bývají složená až ze 25 čtyřčetných pravidelných oboupohlavných květů. Kvetoucí část lodyh může být stejně dlouhá jako zbytek rostliny. Žlutavě bílé, okrouhlé korunní lístky jsou dlouhé 4 až 6 mm a široké 1,5 mm, kališní lístky jsou poloviční velikosti. Tyčinek dlouhých 3 až 4 mm je v květu 6. Kvete v červnu až červenci, opylována je létajícím hmyzem.
Plody jsou čtyřhranné, poněkud smáčknuté šešule, dlouhé až 9 cm, na vzpřímených stopkách šikmo odstálých, V každém pouzdru obsahují po dvou řadách jemně zploštělých okřídlených semen velikých asi 0,7 mm. Otvírají se od spodu nahoru jednožílnými chlopněmi, které se nezkrucují. Semena jsou schopna vyklíčit i za 10 let.

## Galerie

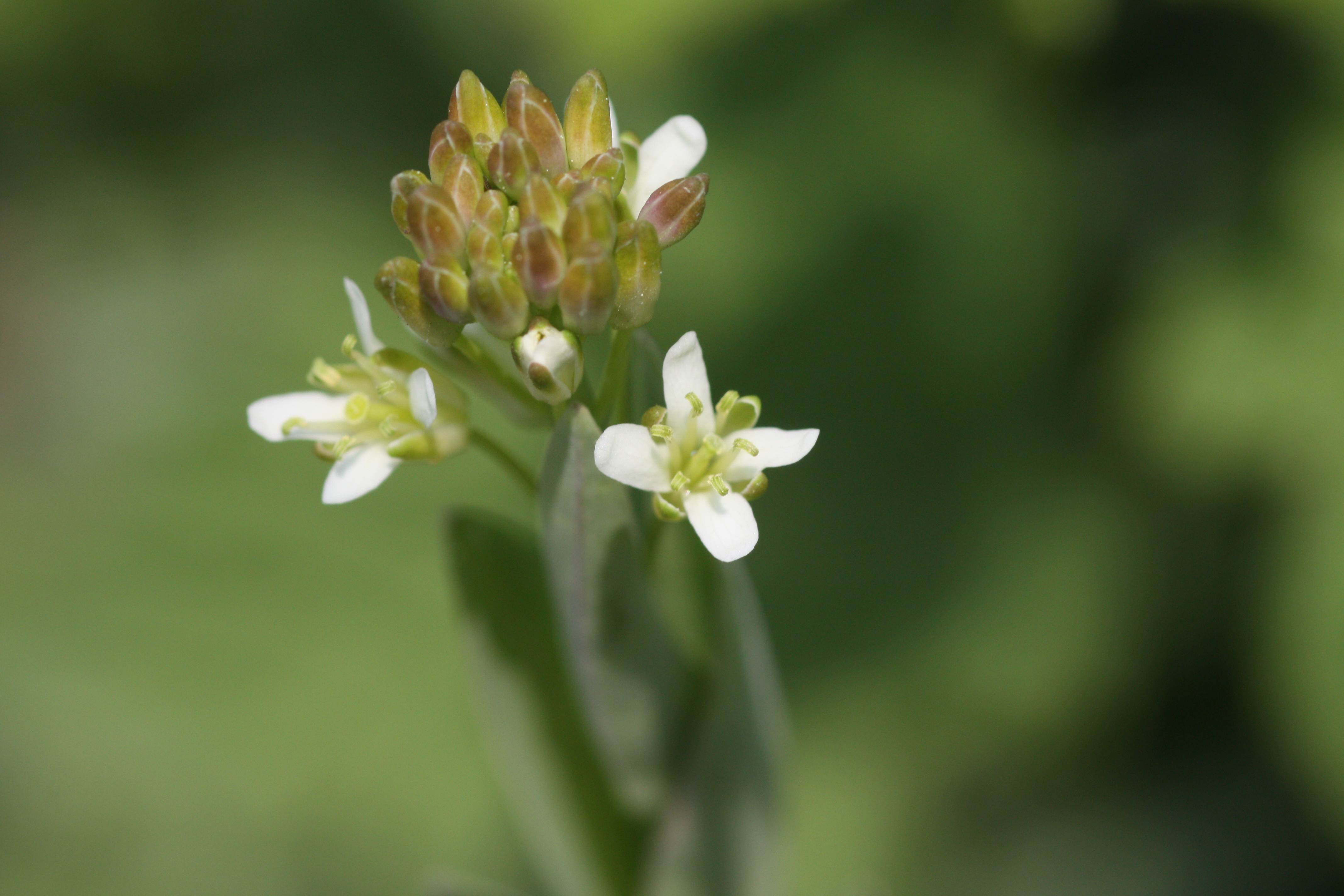
Detail květů
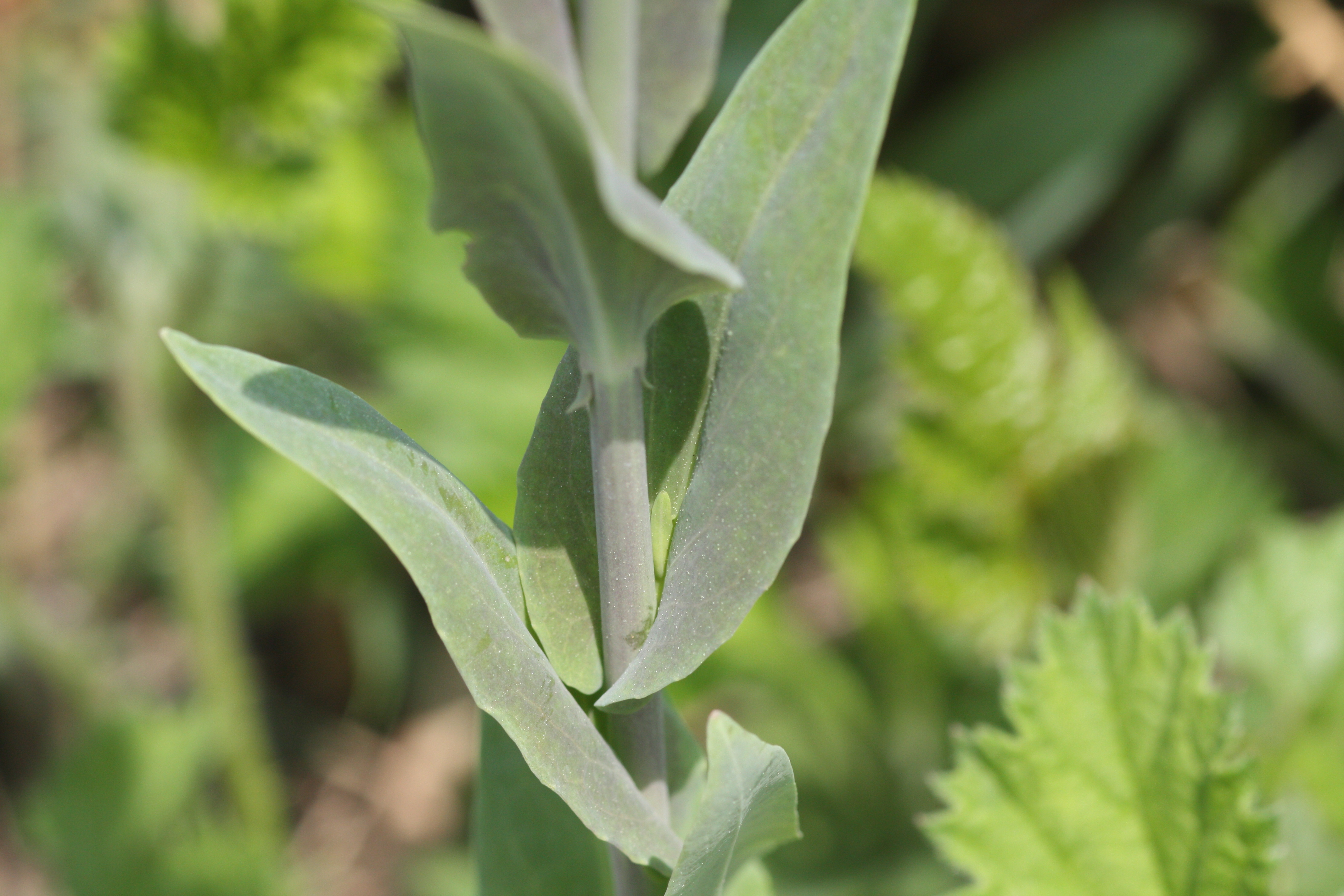
Detail listů